# Kepa Arrizabalaga
Kepa Arrizabalaga Revuelta (sinh ngày 3 tháng 10 năm 1994), thường được gọi đơn giản là Kepa, là một cầu thủ bóng đá chuyên nghiệp người Tây Ban Nha thi đấu ở vị trí thủ môn cho câu lạc bộ Arsenal tại Giải bóng đá Ngoại hạng Anh và đội tuyển quốc gia Tây Ban Nha.
Arrizabalaga bắt đầu sự nghiệp câu lạc bộ cấp cao của mình với Athletic Bilbao. Anh ấy đã chơi cho Basconia, và gia nhập Ponferradina và Real Valladolid trong các khoản cho mượn liên tiếp, từ năm 2011 đến 2016. Sau đó, anh trở lại Bilbao và trở thành cầu thủ thường xuyên của đội một; vào năm 2018, anh là chủ đề của một kỷ lục chuyển nhượng bóng đá khi chuyển đến Chelsea trong một vụ chuyển nhượng trị giá 80 triệu euro (72 triệu bảng Anh), một mức phí kỷ lục cho một thủ môn. Ở đó, anh ấy đã giành được UEFA Europa League, UEFA Champions League và UEFA Super Cup.
Arrizabalaga đã giành Giải vô địch châu Âu 2012 với đội U-19 Tây Ban Nha. Anh ra mắt đội một vào năm 2017, và được chọn tham dự FIFA World Cup 2018.

## Sự nghiệp câu lạc bộ

### Athletic Bilbao
Kepa sinh tại Ondarroa, Biscay, thuộc xứ Basque. Anh gia nhập hệ thống đào tạo trẻ Athletic Bilbao vào năm 2004 ở độ tuổi lên 10.
Trong năm 2012, anh có hai lần được đưa lên đội hình dự bị của Bilbao trong các trận đấu với Getafe và Málaga tại La Liga.
Ngày 5 tháng 1 năm 2015, anh được đem cho mượn tại câu lạc bộ SD Ponferradina thi đấu tại giải Segunda División cho đến tháng 6 năm 2015. Ngày 20 tháng 7 năm 2015, anh chuyển đến Real Valladolid cũng thi đấu tại Segunda División cho đến hết mùa giải 2015-16.
Sau khi trở về Bilbao, Arrizabalaga là thủ môn số 3 ở đội một sau Gorka Iraizoz và Iago Herrerín. Anh có trận đấu đầu tiên cho Bilbao tại La Liga vào ngày 11 tháng 9 năm 2016, trong chiến thắng 1-0 trước Deportivo de La Coruña. Sau đó anh đã được huấn luyện viên Ernesto Valverde trọng dụng cho vị trí thủ môn chính thức của đội bóng xứ Basque.
Ngày 22 tháng 1 năm 2018, Kepa gia hạn hợp đồng với Bilbao đến tháng 6 năm 2025 với điều khoản phá vỡ hợp đồng trị giá 80 triệu €. Trước đó anh từng tiến rất gần tới việc gia nhập Real Madrid vào tháng 1 năm 2018 tuy nhiên thương vụ đổ bể vào phút chót bởi sự phản đối của huấn luyện viên trưởng Real Zinedine Zidane. Ngày 19 tháng 4 năm 2018, anh thi đấu xuất sắc trong trận hòa 1-1 với Real Madrid tại La Liga.
Trước khi rời Bilbao để đến Chelsea vào tháng 8 năm 2018, anh đã có tổng cộng 54 trận chơi cho Bilbao và có 15 lần giữ sạch lưới.

### Chelsea

#### 2018-19

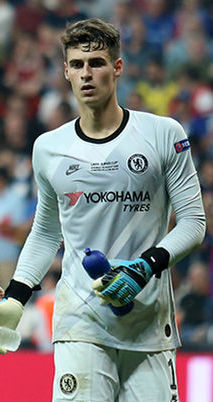
Arrizabalaga chơi cho Chelsea trong trận Siêu cúp châu Âu 2019

Tháng 8 năm 2018, Kepa đã trả cho La Liga số tiền giải phóng hợp đồng của anh là 80 triệu € (71 triệu £) để giúp anh có thể rời Athletic Bilbao. Ngày 9 tháng 8, anh chính thức ký hợp đồng có thời hạn 7 năm với Chelsea để trở thành thủ môn đắt giá nhất thế giới, vượt qua kỷ lục cũ 66,8 triệu £ của thủ môn Alisson Becker chuyển đến Liverpool. Kepa cũng vượt qua Álvaro Morata để trở thành bản hợp đồng đắt giá nhất lịch sử Chelsea.
Ngày 12 tháng 8 năm 2018, anh có trận đấu chính thức đầu tiên cho Chelsea, trận đấu vòng 1 Premier League 2018-19 với Huddersfield Town và đã giữ sạch lưới thành công trong chiến thắng 3-0 của Chelsea. Trong 10 trận đấu đầu tiên cho Chelsea, anh giữ sạch lưới 6 trận.
Ngày 24 tháng 1 năm 2019, trong trận bán kết lượt về Cúp EFL, Arrizabalaga đã cản phá thành công lượt sút của Lucas Moura bên phía Tottenham để giúp Chelsea giành chiến thắng 4–2 sau loạt sút luân lưu để giành quyền vào chung kết. Trong trận chung kết với Manchester City, ở những phút cuối cùng của hiệp phụ thứ hai, Kepa từ chối yêu cầu thay người của huấn luyện viên Maurizio Sarri. Anh liên tục giơ tay ra hiệu khẳng định mình không bị chấn thương có thể thi đấu tiếp và nhất quyết không chịu rời sân. Sarri nổi điên vì hành động này của Kepa trên băng ghế huấn luyện. Trong loạt sút luân lưu sau đó, anh cản phá được một quả phạt đền nhưng Chelsea vẫn thua chung cuộc 4–3. Sau trận đấu, Kepa giải thích hành động của mình là không hề có ý chống lại huấn luyện viên" và "đó chỉ là cách để tôi khẳng định rằng mình vẫn có thể thi đấu tiếp". Anh bị phạt một tuần lương và mất suất bắt chính ở trận đấu với Tottenham sau đó tuy nhiên Sarri vẫn khẳng định Kepa tiếp tục là thủ môn số một của Chelsea.
Ngày 9 tháng 5 năm 2019, Kepa trở thành người hùng đưa Chelsea vào trận chung kết UEFA Europa League 2019 với hai pha cản phá phạt đền thành công ở loạt sút luân lưu trận bán kết lượt về với Eintracht Frankfurt. Kepa có được danh hiệu đầu tiên cùng Chelsea khi Chelsea đánh bại Arsenal 4-1 trong trận chung kết mà anh bắt chính. Mùa giải đầu tiên tại Chelsea, Kepa cũng trở thành thủ môn có số lần giữ sạch lưới tốt thứ ba tại Premier League với 14 lần.

#### 2019–21: Nhà vô địch UEFA Champions League
Ngày 28 tháng 11 năm 2019, Kepa cản phá thành công quả phạt đền của Dani Parejo trong trận hòa 2-2 của Chelsea với Valencia tại lượt trận thứ năm vòng bảng UEFA Champions League 2019-20. Đến tháng 1 năm 2020, anh đã để thủng lưới đến 43 bàn với chỉ 8 trận giữ sạch lưới, và phong độ bất ổn này khiến anh mất vị trí thủ môn chính thức về tay Willy Caballero trong trận đấu tại Giải Ngoại hạng Anh với Leicester City. Kepa tiếp tục ngồi dự bị trong bốn trận tiếp theo tại Ngoại hạng Anh và một trận tại UEFA Champions League.
Kepa được ra sân trở lại trong trận đấu vòng 5 Cúp FA 2019-20 ngày 4 tháng 3 với Liverpool và giữ sạch mành lưới cùng nhiều pha cản phá xuất sắc giúp Chelsea đi trước với chiến thắng 2-0. Anh trở lại vị trí bắt chính trong khung gỗ nhưng lại sa sút phong độ lần nữa kể từ khi Premier League trở lại sau đợt dịch Covid-19 với phản xạ chậm chạp và mắc lỗi trong các bàn thua của Chelsea. Đến trận đấu cuối cùng của Ngoại hạng Anh 2019-20 gặp Wolverhampton, trận quyết định tấm vé dự Champions League mùa sau của Chelsea, huấn luyện viên Frank Lampard quyết định xếp Willy Caballero bắt chính. Kepa tiếp tục ngồi ghế dự bị trong trận chung kết Cúp FA 2020 với Arsenal ngày 1 tháng 8.
Kepa là thủ môn bắt chính của Chelsea trong trận mở màn Premier League 2020–21 với Brighton ngày 14 tháng 9 năm 2020. Dù Chelsea thắng 3-1, anh bị xem là mắc lỗi trong bàn thua trước Brighton và bị hai cựu cầu thủ Gary Neville và Jamie Carragher chỉ trích. Theo Opta, kể từ khi gia nhập Chelsea, Kepa là thủ môn để thủng nhiều bàn thắng từ ngoài vùng cấm nhất tại Premier League, với tổng cộng 19 lần từ những cú sút xa. Sau trận đấu, Lampard bày tỏ thái độ ủng hộ Kepa và đảm bảo Kepa sẽ tiếp tục thi đấu cho Chelsea.
Vào ngày 24 tháng 9, Chelsea đã ký hợp đồng với thủ thành Édouard Mendy từ câu lạc bộ Rennes, và ngay sau đó Arrizabalaga bị đẩy xuống băng ghế dự bị. Anh không ra sân lần nào cho đến ngày 17 tháng 10 trong trận đấu với Southampton F.C., nơi màn trình diễn của anh tiếp tục bị chỉ trích trên các phương tiện truyền thông khi đội bóng có tỷ số hòa 3–3. Vào ngày 10 tháng 1 năm 2021, Arrizabalaga đã đánh dấu lần ra sân thứ 100 cho câu lạc bộ trong chiến thắng 4–0 trên sân nhà trước Morecambe ở vòng 4 Cúp FA.

Vận may của Arrizabalaga đã thay đổi dưới sự huấn luyện của Thomas Tuchel. Anh giữ sạch lưới năm lần trong tám trận, tất cả đều diễn ra trong các trận đấu liên tiếp. Anh có tỷ lệ cứu thua là 89,4% dưới thời huấn luyện viên người Đức, cao hơn đáng kể so với dưới thời huấn luyện viên trước. Anh được điền tên vào danh sách 25 cầu thủ tham dự Chung kết UEFA Champions League 2021 vào ngày 29 tháng 5 và là cầu thủ dự bị không được sử dụng khi Chelsea đánh bại Manchester City với tỷ số 1–0 tại Estádio do Dragão, qua đó nâng cao chiếc cúp châu Âu thứ hai của trong sự nghiệp của anh.

#### 2021–22: Chiến thắng trong trận Siêu cúp châu Âu & thất bại trong trận chung kết Cúp EFL
Trong trận Siêu cúp châu Âu 2021 gặp Villarreal, Arrizabalaga vào sân thay người ở phút thứ 119 để thay thế thủ môn số một Mendy. Anh đã cản phá được hai quả phạt đền, bao gồm cả cú sút quyết định của đội trưởng Villarreal là Raúl Albiol, trong loạt sút luân lưu giúp Chelsea giành danh hiệu Siêu cúp thứ hai kể từ lần đầu tiên vào năm 1998. Cầu thủ người Tây Ban Nha đã có trận ra quân trước Tottenham Hotspur và giữ sạch lưới. Vào cuối mùa giải, Arrizabalaga chỉ bắt đầu một vài trận đấu bao gồm trận đấu cúp liên đoàn với Aston Villa, trận đấu mà Chelsea đã giành chiến thắng 4–3 trên chấm phạt đền sau khi hòa 1–1. Arrizabalaga đã có một pha cứu thua quyết định trước một quả phạt đền của Marvelous Nakamba, giúp anh trở thành thủ môn thành công nhất của Chelsea trong việc cứu thua quả phạt đền trong loạt sút luân lưu, vượt qua Petr Čech.
Vào tháng 1 năm 2022, sau khi Mendy tham dự AFCON, Arrizabalaga đã được đưa trở lại đội một. Cầu thủ người Tây Ban Nha đã đưa đội của mình vào trận chung kết Cúp EFL, đáng chú ý là nhờ vào phản ứng nhanh nhạy của anh ấy để bẫy Harry Kane vào tư thế việt vị. Sau đó, anh tiếp tục có một màn trình diễn xuất sắc khác tại bán kết Giải vô địch bóng đá thế giới các câu lạc bộ, giúp Chelsea giành chức vô địch trong giải đấu năm ấy. Vào ngày 27 tháng 2, trong trận Chung kết Cúp EFL, Arrizabalaga vào sân ở phút thứ 120 để sẵn sàng cho loạt sút luân lưu. Mặc dù vậy, anh đã không cản phá được một quả phạt đền nào mà lại là cầu thủ sút hỏng quả phạt đền duy nhất trong loạt sút luân lưu trong trận thua 11–10 trước Liverpool.

#### 2022–23: Tái xuất
Năm 2022, Chelsea thay thế Tuchel bằng huấn luyện viên mới Graham Potter, và cũng đưa về huấn luyện viên thủ môn mới Ben Roberts. Điều này trùng hợp với Mendy, thủ môn được Tuchel ưa thích, bị chấn thương và có phong độ kém. Kepa góp công vào trận hòa trong trận đầu tiên của Potter với pha cứu thua từ chối cú sút của Benjamin Šeško, nhưng sau đó là trận đấu bị hủy và một kỳ nghỉ quốc tế. Kepa tiếp tục có mặt trong đội trong trận đấu tiếp theo với Crystal Palace, với chiến thắng 2–1. Anh giữ được vị trí của mình trong đội hình với năm trận giữ sạch lưới liên tiếp, bao gồm cả màn trình diễn ấn tượng trên sân khách trước Aston Villa và Brentford, trận sau là trận thứ 50 của anh cho Chelsea. Sau 10 giờ liên tục không thủng lưới, Kepa đã thủng lưới ở phút cuối cùng trong trận đấu với Manchester United. Sau khi bước sang năm mới, anh đã giành được ba giải thưởng Cầu thủ xuất sắc nhất trận liên tiếp sau khi giữ sạch lưới trước Crystal Palace, Liverpool và Fulham.
Kepa kết thúc mùa giải với tỷ lệ cứu thua tốt thứ ba giải đấu, đồng thời cũng là người cản phá nhiều cú sút thứ ba dựa trên mô hình Bàn thắng dự kiến. Một trong những pha cứu thua mà anh thực hiện trong trận giữ sạch lưới nói trên trước Aston Villa vào tháng 10 đã giành được giải thưởng Cứu thua xuất sắc nhất mùa giải của Premier League.

#### 2023–24: Cho Real Madrid mượn
Vào ngày 14 tháng 8 năm 2023, Real Madrid thông báo đã ký hợp đồng cho mượn Kepa từ Chelsea trong một năm. Động thái này được thực hiện nhằm ứng phó với chấn thương dài hạn của thủ môn chính của họ, Thibaut Courtois. Ngày hôm sau, Kepa được chủ tịch Real Madrid Florentino Pérez ra mắt tại Ciudad Real Madrid.
Vào ngày 25 tháng 8 năm 2023, Kepa ra mắt câu lạc bộ trong chiến thắng 1–0 trên sân khách trước Celta Vigo, đồng thời anh cũng giữ sạch lưới lần đầu tiên cho câu lạc bộ của Carlo Ancelotti. Tuy nhiên, anh đã không thể tạo được dấu ấn tại Real và nhanh chóng mất vị trí vào tay Andriy Lunin.

#### 2024–25: Cho mượn đến AFC Bournemouth
Vào ngày 29 tháng 8 năm 2024, Kepa được cho mượn đến câu lạc bộ Premier League khác là AFC Bournemouth cho đến khi kết thúc mùa giải 2024–25.

## Sự nghiệp đội tuyển quốc gia

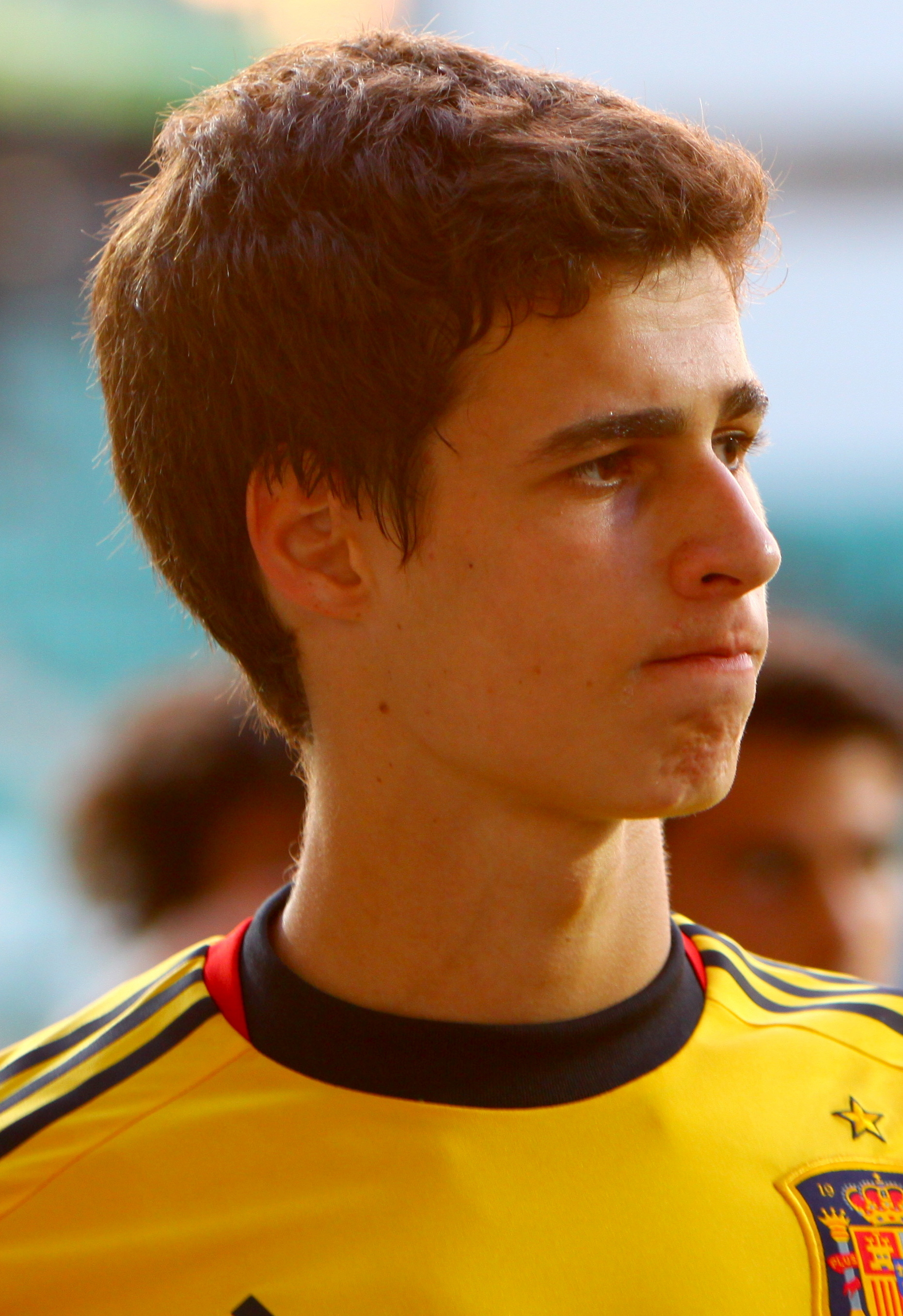
Arrizabalaga trong màu áo U-19 Tây Ban Nha vào năm 2012

Năm 2012, Kepa là thủ môn chính thức của đội tuyển U-19 Tây Ban Nha giành chức vô địch Giải vô địch bóng đá U-19 châu Âu 2012. Điểm nhấn đáng nhớ của anh tại giải đấu này là hai pha cản phá phạt đền thành công trong loạt sút luân lưu để đánh bại U-19 Pháp ở bán kết.
Anh được triệu tập vào Đội tuyển bóng đá quốc gia Tây Ban Nha vào ngày 22 tháng 3 năm 2017 để chuẩn bị cho trận đấu vòng loại World Cup 2018 với Israel và trận giao hữu với Pháp cho thủ môn Pepe Reina bị chấn thương. Anh có lần đầu tiên khoác áo đội tuyển quốc gia vào ngày 11 tháng 11 năm 2017 trong trận giao hữu với Costa Rica và Tây Ban Nha đã giành chiến thắng 5-0.
Tháng 5 năm 2018, Kepa có tên trong danh sách 23 cầu thủ Tây Ban Nha tham dự World Cup 2018 tại Nga. Tại giải đấu này, anh đã không có cơ hội được ra sân.

## Thống kê sự nghiệp

### Câu lạc bộ
Tính đến 25 tháng 5 năm 2025
| Câu lạc bộ             | Mùa giải            | Giải vô địch        | Giải vô địch | Giải vô địch | Cúp quốc gia | Cúp quốc gia | Cúp liên đoàn | Cúp liên đoàn | Châu Âu | Châu Âu | Khác | Khác | Tổng cộng | Tổng cộng |
| Câu lạc bộ             | Mùa giải            | Hạng đấu            | Trận         | Bàn          | Trận         | Bàn          | Trận          | Bàn           | Trận    | Bàn     | Trận | Bàn  | Trận      | Bàn       |
| ---------------------- | ------------------- | ------------------- | ------------ | ------------ | ------------ | ------------ | ------------- | ------------- | ------- | ------- | ---- | ---- | --------- | --------- |
| Basconia               | 2011–12             | Tercera División    | 12           | 0            | —            | —            | —             | —             | —       | —       | —    | —    | 12        | 0         |
| Basconia               | 2012–13             | Tercera División    | 19           | 0            | —            | —            | —             | —             | —       | —       | —    | —    | 19        | 0         |
| Basconia               | Tổng cộng           | Tổng cộng           | 31           | 0            | —            | —            | —             | —             | —       | —       | —    | —    | 31        | 0         |
| Athletic Bilbao B      | 2012–13             | Segunda División B  | 7            | 0            | —            | —            | —             | —             | —       | —       | 0    | 0    | 7         | 0         |
| Athletic Bilbao B      | 2013–14             | Segunda División B  | 26           | 0            | —            | —            | —             | —             | —       | —       | —    | —    | 26        | 0         |
| Athletic Bilbao B      | 2014–15             | Segunda División B  | 17           | 0            | —            | —            | —             | —             | —       | —       | 0    | 0    | 17        | 0         |
| Athletic Bilbao B      | Tổng cộng           | Tổng cộng           | 50           | 0            | —            | —            | —             | —             | —       | —       | 0    | 0    | 50        | 0         |
| Ponferradina (mượn)    | 2014–15             | Segunda División    | 20           | 0            | 0            | 0            | —             | —             | —       | —       | —    | —    | 20        | 0         |
| Real Valladolid (mượn) | 2015–16             | Segunda División    | 39           | 0            | 1            | 0            | —             | —             | —       | —       | —    | —    | 40        | 0         |
| Athletic Bilbao        | 2016–17             | La Liga             | 23           | 0            | 0            | 0            | —             | —             | 0       | 0       | —    | —    | 23        | 0         |
| Athletic Bilbao        | 2017–18             | La Liga             | 30           | 0            | 1            | 0            | —             | —             | 0       | 0       | —    | —    | 31        | 0         |
| Athletic Bilbao        | Tổng cộng           | Tổng cộng           | 53           | 0            | 1            | 0            | —             | —             | 0       | 0       | —    | —    | 54        | 0         |
| Chelsea                | 2018–19             | Premier League      | 36           | 0            | 1            | 0            | 4             | 0             | 13      | 0       | —    | —    | 54        | 0         |
| Chelsea                | 2019–20             | Premier League      | 33           | 0            | 1            | 0            | 0             | 0             | 6       | 0       | 1    | 0    | 41        | 0         |
| Chelsea                | 2020–21             | Premier League      | 7            | 0            | 6            | 0            | 0             | 0             | 1       | 0       | —    | —    | 14        | 0         |
| Chelsea                | 2021–22             | Premier League      | 4            | 0            | 2            | 0            | 6             | 0             | 1       | 0       | 2    | 0    | 15        | 0         |
| Chelsea                | 2022–23             | Premier League      | 29           | 0            | 1            | 0            | 0             | 0             | 9       | 0       | —    | —    | 39        | 0         |
| Chelsea                | Tổng cộng           | Tổng cộng           | 109          | 0            | 11           | 0            | 10            | 0             | 30      | 0       | 3    | 0    | 163       | 0         |
| Real Madrid (mượn)     | 2023–24             | La Liga             | 14           | 0            | 1            | 0            | —             | —             | 4       | 0       | 1    | 0    | 20        | 0         |
| Bournemouth (mượn)     | 2024–25             | Premier League      | 31           | 0            | 4            | 0            | —             | —             | —       | —       | —    | —    | 35        | 0         |
| Arsenal                | 2025–26             | Premier League      | 0            | 0            | 0            | 0            | 0             | 0             | 0       | 0       | —    | —    | 0         | 0         |
| Tổng cộng sự nghiệp    | Tổng cộng sự nghiệp | Tổng cộng sự nghiệp | 347          | 0            | 18           | 0            | 10            | 0             | 34      | 0       | 4    | 0    | 413       | 0         |

1. ↑  Bao gồm Copa del Rey, FA Cup
2. ↑  Bao gồm EFL Cup
3. ↑  Số lần ra sân tại UEFA Europa League
4. 1 2 3 4 5  Số lần ra sân tại UEFA Champions League
5. ↑  Ra sân tại UEFA Super Cup
6. ↑  Một lần ra sân tại UEFA Super Cup, một lần ra sân tại FIFA Club World Cup
7. ↑  Ra sân tại Supercopa de España

### Quốc tế
Tính đến 28 tháng 3 năm 2023
| Đội tuyển quốc gia | Năm       | Trận | Bàn |
| ------------------ | --------- | ---- | --- |
| Tây Ban Nha        | 2017      | 1    | 0   |
| Tây Ban Nha        | 2018      | 2    | 0   |
| Tây Ban Nha        | 2019      | 7    | 0   |
| Tây Ban Nha        | 2020      | 1    | 0   |
| Tây Ban Nha        | 2023      | 2    | 0   |
| Tổng cộng          | Tổng cộng | 13   | 0   |

## Danh hiệu
Chelsea
- UEFA Europa League: 2018–19
- UEFA Champions League: 2020–21
- UEFA Super Cup: 2021
- FIFA Club World Cup: 2021

Real Madrid
- La Liga: 2023–24[71]
- Supercopa de España: 2023–24
- UEFA Champions League: 2023–24

U-19 Tây Ban Nha
- Giải vô địch bóng đá U-19 châu Âu: 2012

Tây Ban Nha
- UEFA Nations League: 2022–23